# Evan Turner
Evan Marcel Turner (Chicago, 27 ottobre 1988) è un ex cestista e allenatore di pallacanestro statunitense, professionista nella NBA.

## Caratteristiche tecniche
Turner giocava preferenzialmente nel ruolo di guardia e ala piccola (principalmente nella seconda). È un buon tiratore dalla media distanza. Buono nella metacampo offensiva, soffre in quella difensiva.

## Carriera
Ha giocato prevalentemente come guardia (adattandosi in certe situazioni a fare il playmaker e l'ala piccola) negli Ohio State Buckeyes prima di entrare nel draft NBA il 7 aprile 2010.

### College
Dopo aver frequentato la St. Joseph High School, Turner va a giocare con Ohio State; nella sua prima stagione da Freshman non brilla particolarmente ma chiude la stagione con la rispettabilissima media di 8,5 punti e oltre 4 rimbalzi a partita, la svolta arriva nella sua stagione da sophomore quando diviene il vero capitano della sua squadra sino alla completa esplosione nel 2009-10 quando Evan Turner diviene uno dei migliori prospetti del campionato e viene indicato fra i favoriti per le primissime posizioni del successivo draft NBA.

### NBA

#### Philadelphia 76ers (2010-2014)
Il 7 aprile 2010 si dichiara eleggibile per il draft e sceglie come agente David Falk (ex-agente di Michael Jordan). Fu scelto seconda scelta assoluta del Draft NBA 2010 dai Philadelphia 76ers con cui firmo un contratto di tre anni per 12 milioni di dollari.

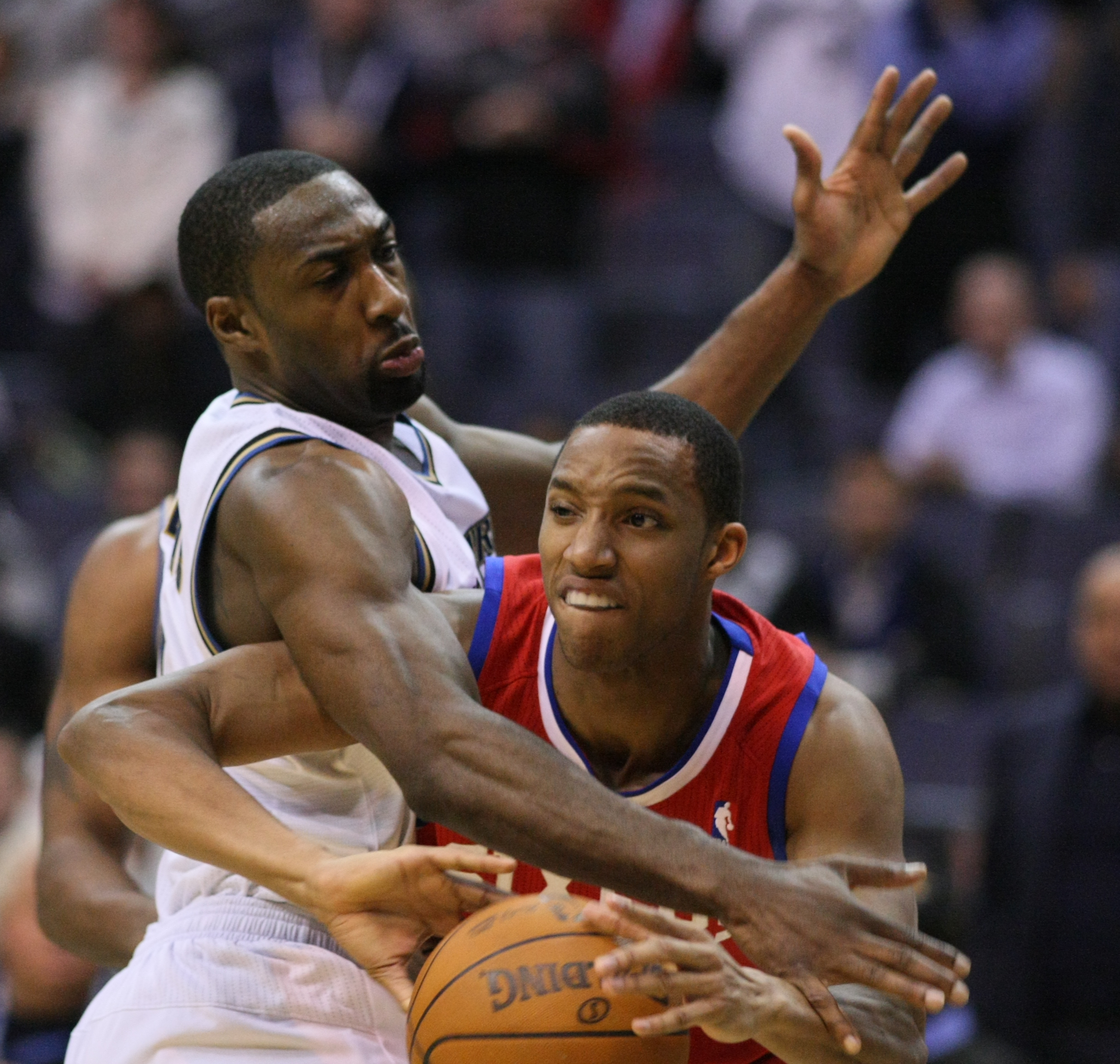
Evan Turner (in rosso) e Gilbert Arenas si contendono la palla

Debutta con la casacca dei 76ers il 27 ottobre 2010, giorno del suo ventiduesimo compleanno, nella partita persa 97-87 contro i Miami Heat, dove segno 16 punti e fece registrare 7 rimbalzi e 4 assist partendo dalla panchina e giocando 30 minuti. Il 29 dicembre realizza il suo career-high con 23 punti nella vittoria per 123 a 110 contro i Phoenix Suns, facendo registrare uno straordinario 4/4 al tiro dai 3 punti. 

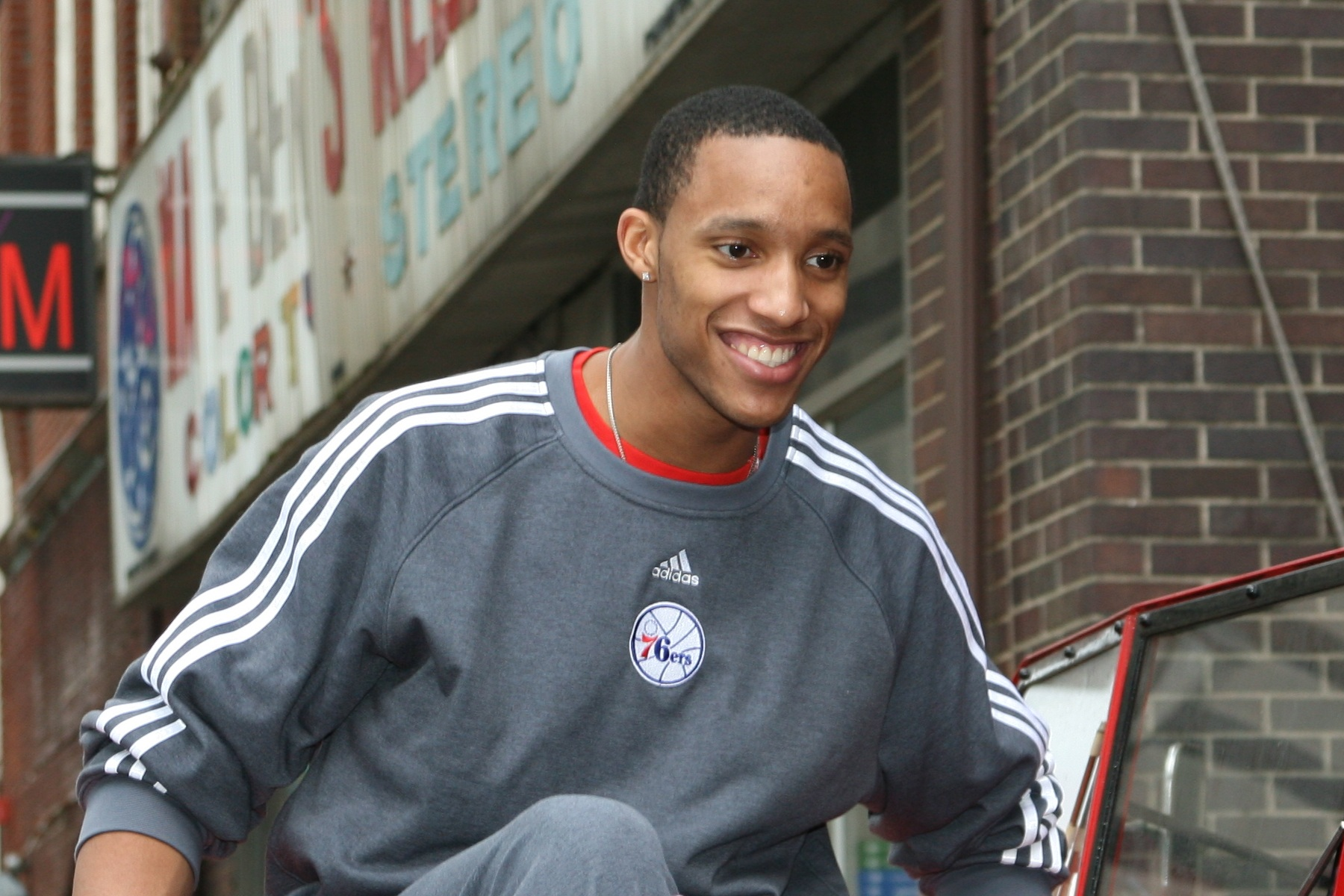
Evan Turner nel suo primo anno a Philadelphia

 Termina la stagione regolare con una media di 7,2 punti, 2 assist e 3 rimbalzi a partita e la sua squadra con 41 vittorie e 41 sconfitte si qualifica per i play-off come settima della Eastern Conference, venendo poi eliminati dai Miami Heat guidati da LeBron James con un netto 4-1 nella serie.
Nella stagione successiva il 7 marzo 2012 porta il suo career-high a 26 punti contro i Boston Celtics, ripetendosi poi contro i Miami Heat il 4 aprile. Il 25 aprile si migliora ulteriormente segnando 29 punti ai Milwaukee Bucks. Chiude la stagione disputando 65 incontri di cui 20 da titolare con una media di 9,4 punti, 2,8 assist e 5,8 rimbalzi e i 76ers raggiungono i play-off con 31 vittorie e 35 sconfitte, ma viene eliminato in semifinale di conference dai Boston Celtics che vincono la serie per 4-3. Nella stagione 2012-13 è subito titolare e nel mese di novembre realizza quattro doppie doppie. Il 7 dicembre totalizza 26 punti e 10 rimbalzi contro i Boston Celtics, realizzando il canestro decisivo per la vittoria ai supplementari a 3,9 secondi dalla sirena.

#### Indiana Pacers e Boston Celtics (2014-2016)
Il 20 febbraio 2014 è stato ceduto agli Indiana Pacers, insieme a Lavoy Allen, in cambio di Danny Granger.
Dopo un buon inizio, il suo rendimento cala alla distanza (anche per via di problemi con il compagno di squadra Lance Stephenson), in particolare nei playoffs (dove hanno influito i problemi con Stephenson). In allenamento i due hanno avuto un alterco in allenamento un giorno prima di gara-1 contro Atlanta del primo turno. La squadra è arrivata alle finali di conference, dove, seppur mettendoli in difficoltà, è stata eliminata dai Miami Heat di LeBron James.

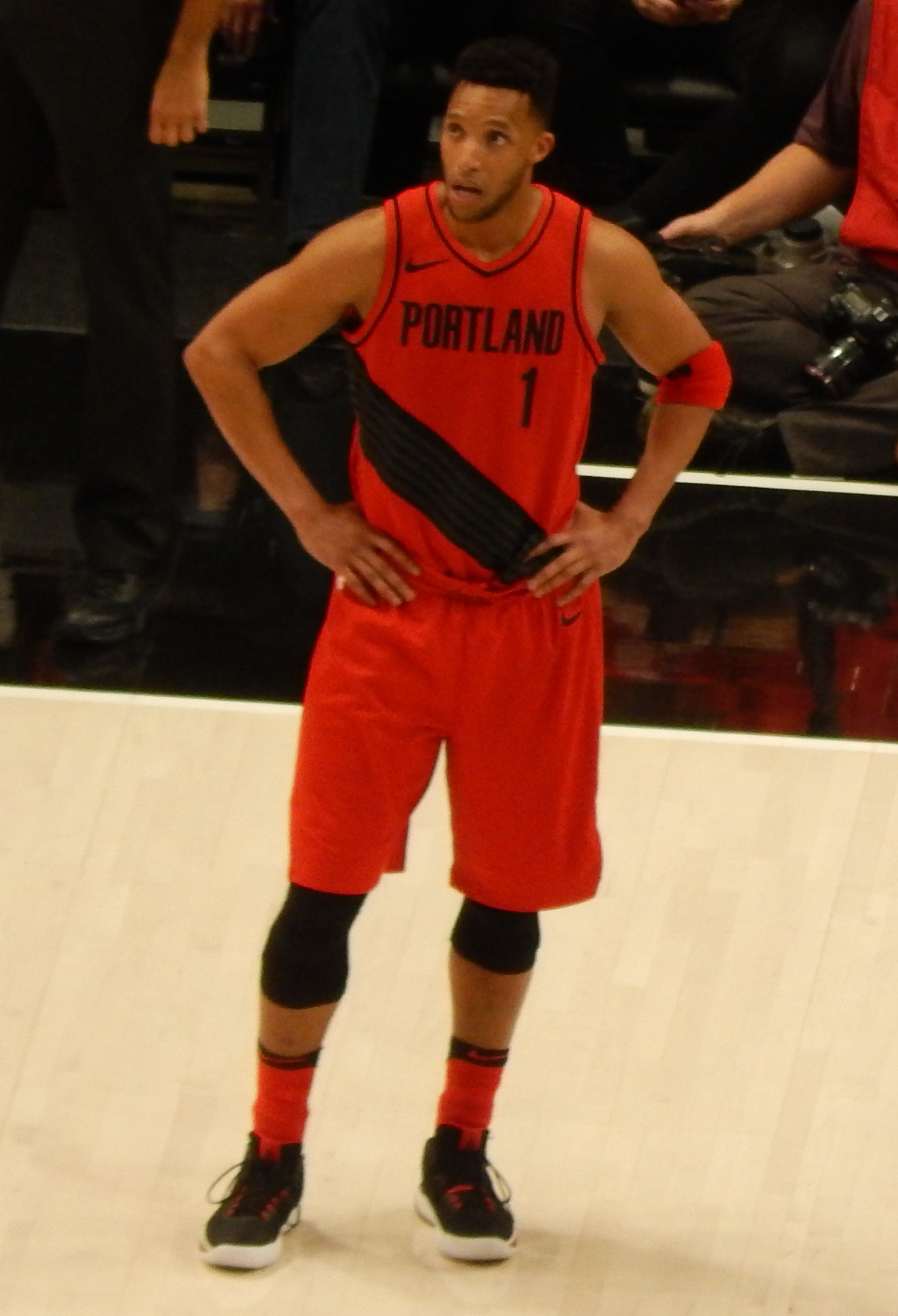
Turner a Portland

A fine anno, dopo essere stato reso free agent dai Pacers che non hanno rifirmato su di lui la qualifying offer da 8,7 milioni, un luglio ha raggiunto un accordo con i Boston Celtics. La firma ufficiale è arrivata a settembre.

#### Portland Trail Blazers (2016-2019)
Il 6 luglio 2016 firma con i Portland Trail Blazers un quadriennale da 70 milioni di dollari. Dopo avere lottato con Moe Harkless nella pre-season per il posto di ala piccola titolare, con il portoricano che ha avuto la meglio, con l'allenatore dei Blazers che glielo ha preferito per le sue migliori capacità difensive.

#### Atlanta Hawks (2019-2020)
Il 25 giugno 2019 viene ceduto agli Atlanta Hawks in cambio di Kent Bazemore.

## Statistiche
| † | Denota una stagione in cui ha vinto il titolo |

### NCAA
| Anno       | Squadra             | PG  | PT | MP   | TC%  | 3P%  | TL%  | RP  | AP  | PRP | SP  | PP   |
| ---------- | ------------------- | --- | -- | ---- | ---- | ---- | ---- | --- | --- | --- | --- | ---- |
| 2007-2008† | Ohio State Buckeyes | 37  | 30 | 27,1 | 47,0 | 33,3 | 69,9 | 4,4 | 2,6 | 1,3 | 0,5 | 8,5  |
| 2008-2009  | Ohio State Buckeyes | 33  | 33 | 36,4 | 50,3 | 44,0 | 78,8 | 7,1 | 4,0 | 1,8 | 0,8 | 17,3 |
| 2009-2010  | Ohio State Buckeyes | 31  | 31 | 35,7 | 51,9 | 36,4 | 75,4 | 9,2 | 6,0 | 1,7 | 0,9 | 20,4 |
| Carriera   | Carriera            | 101 | 94 | 32,8 | 50,2 | 36,2 | 75,8 | 6,8 | 4,1 | 1,6 | 0,7 | 15,0 |

#### Massimi in carriera
- Massimo di punti: 32 (2 volte)[27]
- Massimo di rimbalzi: 17 (2 volte)
- Massimo di assist: 11 vs Lipscomb (24 novembre 2009)
- Massimo di palle rubate: 5 vs Samford (29 novembre 2008)
- Massimo di stoppate: 4 vs Michigan (27 febbraio 2010)
- Massimo di minuti giocati: 50 vs Siena (20 marzo 2009)

### NBA

#### Regular season
| Anno      | Squadra             | PG  | PT  | MP   | TC%  | 3P%  | TL%  | RP  | AP  | PRP | SP  | PP   |
| --------- | ------------------- | --- | --- | ---- | ---- | ---- | ---- | --- | --- | --- | --- | ---- |
| 2010-2011 | Philadelphia 76ers  | 78  | 14  | 23,0 | 42,5 | 31,8 | 80,8 | 3,9 | 2,0 | 0,6 | 0,2 | 7,2  |
| 2011-2012 | Philadelphia 76ers  | 65  | 20  | 26,4 | 44,6 | 22,4 | 67,6 | 5,8 | 2,8 | 0,6 | 0,3 | 9,4  |
| 2012-2013 | Philadelphia 76ers  | 82  | 82  | 35,3 | 41,9 | 36,5 | 74,0 | 6,3 | 4,3 | 0,9 | 0,2 | 13,3 |
| 2013-2014 | Philadelphia 76ers  | 54  | 54  | 34,9 | 42,8 | 28,8 | 82,9 | 6,0 | 3,7 | 1,0 | 0,1 | 17,4 |
| 2013-2014 | Indiana Pacers      | 27  | 2   | 21,1 | 41,1 | 50,0 | 70,6 | 3,2 | 2,4 | 0,4 | 0,1 | 7,1  |
| 2014-2015 | Boston Celtics      | 82  | 57  | 27,6 | 42,9 | 27,7 | 75,2 | 5,1 | 5,5 | 1,0 | 0,2 | 9,5  |
| 2015-2016 | Boston Celtics      | 81  | 12  | 28,0 | 45,6 | 24,1 | 82,7 | 4,9 | 4,4 | 1,0 | 0,3 | 10,5 |
| 2016-2017 | Portland T. Blazers | 65  | 12  | 25,5 | 42,6 | 26,3 | 82,5 | 3,8 | 3,2 | 0,8 | 0,4 | 9,0  |
| 2017-2018 | Portland T. Blazers | 79  | 40  | 25,7 | 44,7 | 31,8 | 85,0 | 3,1 | 2,2 | 0,6 | 0,4 | 8,2  |
| 2018-2019 | Portland T. Blazers | 73  | 2   | 22,0 | 46,0 | 21,2 | 70,8 | 4,5 | 3,9 | 0,5 | 0,2 | 6,8  |
| 2019-2020 | Atlanta Hawks       | 19  | 0   | 13,2 | 37,3 | 0,0  | 85,7 | 2,0 | 2,0 | 0,5 | 0,4 | 3,3  |
| Carriera  | Carriera            | 705 | 295 | 26,9 | 43,4 | 29,4 | 78,2 | 4,6 | 3,7 | 0,8 | 0,3 | 9,7  |

#### Play-off
| Anno     | Squadra             | PG | PT | MP   | TC%  | 3P%  | TL%  | RP  | AP  | PRP | SP  | PP   |
| -------- | ------------------- | -- | -- | ---- | ---- | ---- | ---- | --- | --- | --- | --- | ---- |
| 2011     | Philadelphia 76ers  | 5  | 0  | 19.4 | 44,7 | 80,0 | 100  | 4,6 | 0,8 | 0,6 | 0,2 | 8,0  |
| 2012     | Philadelphia 76ers  | 13 | 12 | 34,5 | 36,4 | 0,0  | 68,8 | 7,5 | 2.5 | 0,9 | 0,5 | 11,2 |
| 2014     | Indiana Pacers      | 12 | 0  | 12,4 | 42,9 | 57,1 | 100  | 2,2 | 1,6 | 0,3 | 0,0 | 3,3  |
| 2015     | Boston Celtics      | 4  | 4  | 29,5 | 36,4 | 50,0 | 88,9 | 7,3 | 4,8 | 0,8 | 0,0 | 10,5 |
| 2016     | Boston Celtics      | 6  | 4  | 35,7 | 36,5 | 21,4 | 77,8 | 5,7 | 4,5 | 1,3 | 1,0 | 13,2 |
| 2017     | Portland T. Blazers | 4  | 4  | 31,0 | 36,4 | 33,3 | 75,0 | 5,8 | 3,8 | 1,8 | 0,5 | 10,3 |
| 2018     | Portland T. Blazers | 3  | 3  | 29,0 | 36,4 | 28,6 | 100  | 4,0 | 3,3 | 1,0 | 0,3 | 9,3  |
| 2019     | Portland T. Blazers | 16 | 0  | 15,3 | 32,6 | 100  | 80,0 | 4,6 | 2,2 | 0,2 | 0,2 | 2,7  |
| Carriera | Carriera            | 63 | 27 | 23,5 | 37,2 | 35,6 | 76,5 | 5,0 | 2,6 | 0,7 | 0,3 | 7,3  |

#### Massimi in carriera
- Massimo di punti: 34 vs New York Knicks (25 aprile 2012)[28]
- Massimo di rimbalzi: 15 (2 volte)
- Massimo di assist: 13 vs Cleveland Cavaliers (10 aprile 2015)
- Massime di palle rubate: 5 (3 volte)
- Massimo di stoppate: 4 vs Minnesota Timberwolves (1º gennaio 2017)
- Massimo di minuti giocati: 47 vs Brooklyn Nets (20 dicembre 2013)

## Palmarès
- Campione NIT (2008)
- John R. Wooden Award (2010)
- Naismith College Player of the Year (2010)
- Associated Press College Basketball Player of the Year (2010)
- AP All-America First Team (2010)